# Кузнецов, Григорий Ильич
Григорий Ильич Кузнецов (1907—1974) — сержант Рабоче-крестьянской Красной Армии, участник Великой Отечественной войны, Герой Советского Союза (1945).

## Биография
Григорий Кузнецов родился 14 октября 1907 года в селе Туарма (ныне — Шенталинский район Самарской области). Чуваш.
После окончания сельской школы работал кузнецом. В 1941 году Кузнецов был призван на службу в Рабоче-крестьянскую Красную Армию. С июля того же года — на фронтах Великой Отечественной войны.
К июлю 1944 года сержант Григорий Кузнецов командовал отделением 1106-го стрелкового полка 331-й стрелковой дивизии 31-й армии 3-го Белорусского фронта. Отличился во время освобождения Минской области Белорусской ССР. 1 июля 1944 года отделение Кузнецова успешно переправилось через Березину в районе Борисова и захватило плацдарм на её западном берегу, после чего удерживало его до подхода основных сил.
Указом Президиума Верховного Совета СССР от 24 марта 1945 года сержант Григорий Кузнецов был удостоен высокого звания Героя Советского Союза с вручением ордена Ленина и медали «Золотая Звезда».
В 1944 году Кузнецов был демобилизован. Вернулся в родное село, продолжал работать кузнецом. Скончался 28 января 1974 года.
Был также награждён рядом медалей.
На ж.-д. станции Шентала Шенталинского района Самарской области на Аллее Героев установлен бюст Г.И. Кузнецова. Его именем названа улица в родном селе, на доме, где он жил, установлена мемориальная доска.